# Hee-seop Choi
Este artículo utiliza el orden de nombre occidental.
Hee-seop Choi /ˌhiː ˌsɒp ˈtʃɔɪ/; (en hangul, 최희섭; en hanja, 崔熙燮; Yeongam, Corea del Sur, 16 de marzo de 1979) es un beisbolista profesional surcoreano. Juega como primera base y batea y lanza con la zurda. Choi actualmente juega para los Kia Tigers de la Liga de la Organización Coreana de Béisbol.
Con la selección de béisbol de Corea del Sur participó en el Clásico Mundial de Béisbol 2006.